# Ulica Marjana Kozine, Novo mesto
Ulica Marjana Kozine je ena od ulic v Novem mestu. Od leta 1970 je poimenovana po novomeškem skladatelju, akademiku, prevajalcu in publicistu Marjanu Kozini. Ulica poteka po Žibertovem hribu nad Ragovsko ulico ter obsega 71 hišnih številk.